# Gambrus antefurcalis
Gambrus antefurcalis là một loài tò vò trong họ Ichneumonidae.